# Montes Apuseni

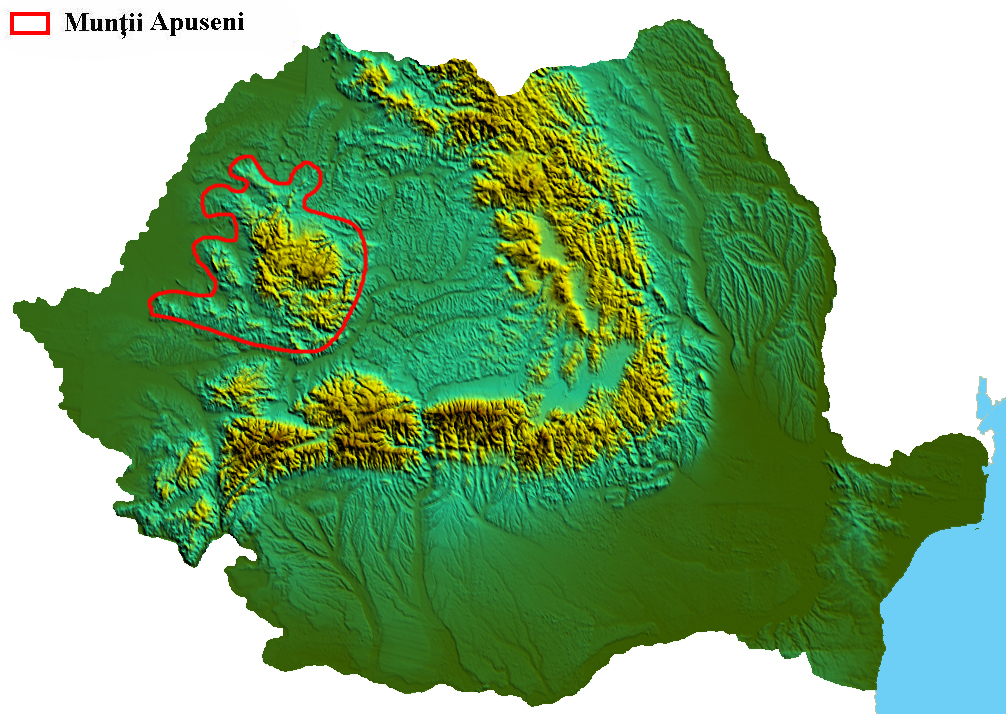
Montes Apuseni.

Los montes Apuseni (rumano: Munții Apuseni; húngaro: Erdélyi-Szigethegység) es una cadena montañosa en Transilvania, Rumania, que pertenece a los Cárpatos Occidentales. Su nombre significa, traducido del rumano, montes del "del atardecer" i.e. "oeste". El pico más alto es el "Cucurbăta Mare" de 1849 metros. Los montes Apuseni tienen cerca de 400 cuevas.

## Fronteras
- En el norte: el río Barcău
- En el sur: el río Mureș

## Montes
Montes Criș (Munții Crișului) :
- Colinas Criș (Dealurile Crișene), incl. Depresión Beiuș (Depresiunea Beiuș), Depresión Vad (Depresiunea Vad)
- Pădurea Craiului (literalmente:Bosque del Rey)
- Montes Codru-Moma (Munții Codru-Moma)

Montes Seș-Meseș (Munții Seș-Meseșului):
- Montes Meseș (Munţii Meseşului)
- Montes Seș Mountain (Muntele Seș)
- Depresión Șimleu (Depresiunea Șimleu), a menudo considerada parte de la cuenca Transilvana Podișul Someșan
- Șimleu Mountains (Munții Șimleu) , a menudo considerada parte de la cuenca Transilvana Podișul Someșan
- Macizo Bihor (Masivul Bihor):
- Montes Bihor (Munții Bihorului)
- Montes Vlădeasa (Munții Vlădeasa)
- Montes Muntele Mare (literalmente: Montaña Grande), (Munții Muntele Mare)
- Montes Gilău (Munţii Gilăului)

Montes Mureș (Munții Mureșului):
- Montes Zarand](Munții Zarandului)
- Montes Metaliferi (Munții Metaliferi), incl. Montañas de Trascău (Munții Trascăului)